# Switched-On Bach
Switched-On Bach ist das erste Studioalbum der amerikanischen Komponistin Wendy Carlos, veröffentlicht im Oktober 1968 unter dem Namen Walter Carlos bei Columbia Records. Das von Carlos und Rachel Elkind produzierte Album ist eine Sammlung von Stücken von Johann Sebastian Bach, die von Carlos und Benjamin Folkman auf einem Moog-Synthesizer eingespielt wurden. Es spielte eine Schlüsselrolle dabei, den Synthesizer in die populäre Musik zu bringen, da er bis dahin hauptsächlich in der experimentellen Musik verwendet wurde. In Deutschland trug es den Untertitel „Barock-Revolution oder die seltsamen Abenteuer des J. S. Bach im Land der Elektronen“.
Switched-On Bach erreichte Platz 10 in den US Billboard 200 Charts und führte die Billboard Classical Albums Charts von 1969 bis 1972 an. Bis Juni 1974 hatte es sich über eine Million Mal verkauft und wurde 1986 als zweites klassisches Album mit Platin ausgezeichnet. Im Jahr 1970 wurde es sowohl mit dem Grammy Award für das beste klassische Album, als auch in den Kategorien Best Classical Performance – Instrumental Soloist or Soloists (with or without orchestra) und Best Engineered Album, Classical ausgezeichnet.

## Hintergrund
Um 1967 bat Carlos die Musikerin Rachel Elkind, sich ihre elektronischen Kompositionen anzuhören. Darunter waren Kompositionen, die zehn Jahre zuvor entstanden waren, und einige, die sie 1964 mit ihrem Freund Benjamin Folkman am Columbia-Princeton Electronic Music Center in New York City geschrieben hatte. Eine Aufnahme war eine Wiedergabe der Invention 8 in F-Dur 3/4 (BWV 779) von Johann Sebastian Bach, die Carlos als „charmant“ bezeichnete.
Bald darauf plante Carlos, ein Album mit Bach-Stücken zu produzieren, die auf dem kürzlich erfundenen Moog-Synthesizer gespielt werden sollten. Sie beabsichtigte, die neuartige Technologie zu nutzen, um „ansprechende Musik zu machen, die man sich wirklich anhören konnte“, und nicht die „hässliche“ Musik, die zu dieser Zeit von Avantgarde-Musikern produziert wurde. Elkind war von der Aufnahme des 3. Brandenburgischen Konzerts in G-Dur beeindruckt und wurde zum Produzenten des Albums. Elkind kontaktierte ihren Freund, den Produzenten und Dirigenten Ettore Stratta bei Columbia Records, der „seine Begeisterung großzügig auf den Rest der Firma übertrug“ und bei der Albumproduktion half. Paul Myers von Columbia Masterworks Records gewährte Carlos, Folkman und Elkind künstlerische Freiheit, um das Album aufzunehmen und zu veröffentlichen.
Switched-On Bach enthält zehn Stücke von Bach gespielt von Carlos, mit Unterstützung von Folkman auf einem Moog Synthesizer. Carlos arbeitete eng mit dem Moog-Designer Robert Moog zusammen, testete dessen Komponenten und schlug Verbesserungen vor. Das Album wurde in einem Studio im Keller eines Brownstone-Gebäudes aufgenommen, das Carlos und Elkind in der West Side von Manhattan in New York City erworben hatten, und zwar mit einem speziell angefertigten 8-Spur-Aufnahmegerät, das Carlos aus Komponenten von Ampex konstruiert hatte.
Laut Carlos dauerte die Produktion von Switched-On Bach etwa fünf Monate und tausend Stunden. Da die Synthesizer monophon waren, was bedeutet, dass nur eine Note zur gleichen Zeit gespielt werden kann, wurde jeder Track einzeln zusammengesetzt. Carlos sagte: „Man musste die Note loslassen, bevor man die nächste Note beginnen konnte, was bedeutete, dass man mit einem losgelösten Gefühl auf der Tastatur spielen musste, was beim Musikmachen wirklich sehr störend war.“ Der Synthesizer war störanfällig und verstimmte sich oft; Carlos erinnerte sich daran, dass sie vor der Aufnahme mit einem Hammer darauf schlug, um die richtigen Pegel zu erhalten. Nachdem einige Noten gespielt waren, wurde er erneut überprüft, um sicherzustellen, dass er nicht abgedriftet war.
Bach gab für den zweiten Satz des 3. Brandenburgischen Konzerts nur zwei Akkorde vor, mit der Absicht, dass der Musiker über diese Akkorde improvisieren sollte. Carlos hat dieses Stück sorgfältig arrangiert, um die Fähigkeiten des Moogs zu demonstrieren.

## Album-Cover
Switched-On Bach wurde mit zwei verschiedenen Covern veröffentlicht. Das häufigste zeigt einen als Bach verkleideten Mann, der vor einem Moog-Synthesizer steht. Frühe Pressungen zeigen denselben Mann sitzend. Carlos und Elkind beanstandeten das ursprüngliche Cover und ließen es austauschen, weil sie fanden, dass es „ein clowneskes, trivialisierendes Bild eines überfallartigen Bachs war, der angeblich irgendwelche absurden Klänge aus seinen Kopfhörern hörte“. Sie bemängelten auch, dass der Synthesizer falsch eingestellt war: „[Die Kopfhörer] wurden in den Eingang, nicht in den Ausgang eines 914-Filtermoduls eingesteckt, das wiederum mit nichts verbunden war, [was] sicherstellte, dass Stille alles ist, was Johann Sebastians Ohren genossen hätten.“

## Erscheinen
1968, kurz vor der Veröffentlichung von Switched-On Bach, sprach Moog auf der jährlichen Konferenz der Audio Engineering Society und spielte eine von Carlos’ Aufnahmen aus dem Album. Moog erinnerte sich: „Ich ging von der Bühne in den hinteren Teil des Auditorium und während die Leute zuhörten, konnte ich es in der Luft spüren. Die Leute spielten verrückt. Diese Technikverliebten waren in so viel Firlefanz verwickelt, so viel schlampiges, opportunistisches Zeug, und hier war etwas, das einfach tadellos gemacht war und einen offensichtlichen musikalischen Inhalt hatte und total innovativ war. Das Band bekam stehende Ovationen.“
Switched-On Bach wurde im Oktober 1968 veröffentlicht. Im Jahr 1969 stieg es in die Top 40 der US Billboard 200 ein, bevor es im selben Jahr auf Platz 10 landete und sich insgesamt 59 Wochen in den Charts hielt. Von Januar 1969 bis Januar 1972 war das Album auf Platz 1 der Billboard Classical Albums Chart. Im Februar 1974 schätzte Columbia Records, dass 960.000 Exemplare des Albums in den USA verkauft worden waren. Im Juni desselben Jahres meldete Billboard, dass das Album mehr als eine Million Mal verkauft wurde, die zweite klassische Musikplatte in der Geschichte, die dieses Kunststück vollbrachte. Im August 1969 wurde das Album von der Recording Industry Association of America mit Gold ausgezeichnet, da mehr als eine Million Exemplare verkauft wurden. Im November 1986 erreichte es Platin.

### Rezeption
Switched-On Bach wurde von einigen Klassik-Traditionalisten negativ aufgenommen, gewann aber bei vielen jüngeren Hörern an Popularität. In einer rückblickenden Rezension für AllMusic bemerkte Bruce Eder, dass Carlos’ Ansatz „hochmusikalisch war, auf eine Art und Weise, die gewöhnliche Hörer zu schätzen wussten ... gekennzeichnet durch ... erstaunliche Sensibilität und fein ausgearbeitete Nuancen, in Klangfarbe, Ton und Ausdruckskraft.“ Der kanadische Pianist Glenn Gould sprach in höchsten Tönen von Switched-On Bach und sagte: „Die ganze Platte ist in der Tat eine der verblüffendsten Errungenschaften der Aufnahmetechnik in dieser Generation und sicherlich eine der großen Leistungen in der Geschichte der 'Keyboard'-Musik“.

### Einfluss
Nach dem Erfolg des Albums erhielt Moog Anfragen von Produzenten und Künstlern nach seinen Synthesizern und eine Reihe von Synthesizer-Alben wurden veröffentlicht, um daraus Kapital zu schlagen. Bemerkenswerte Beispiele für diesen Trend sind Switched-On Rock von The Moog Machine und Music to Moog By von Gershon Kingsley, die beide 1969 veröffentlicht wurden. Moog schrieb dem Album zu, dass es demonstrierte, dass Synthesizer für mehr als avantgardistische Musik und Soundeffekte eingesetzt werden konnten.
1972 veröffentlichte Columbia Records ein Orchesteralbum, Switched Off Bach, mit den gleichen Titeln wie Switched-On Bach.
Der Musiker und Produzent Giorgio Moroder schreibt dem Album zu, dass es ihn auf den Synthesizer aufmerksam gemacht hat.
Im Jahr 2005 wurde es in das National Recording Registry aufgenommen.

### Wiederveröffentlichungen
1992 veröffentlichte Carlos anlässlich des 25-jährigen Jubiläums ihres ersten Albums Switched-On Bach 2000, eine Neuaufnahme der Platte mit digitalen Synthesizern und computergestützter Aufnahme mit einer zusätzlichen einleitenden Komposition, die als Geburtstagsfanfare für das Projekt gestaltet war. Switched-On Bach wurde neu gemastert und war Teil des Switched-On Boxed Set, einer Vier-CD-Box, die 1999 zusammen mit The Well-Tempered Synthesizer, Switched-On Bach II und Switched-On Brandenburgs erschien.
Im Jahr 2001 erschien eine remasterte Ausgabe von Switched-On Bach; Carlos schrieb: „Sie können sicher sein, dass diese Aufnahmen so am besten geklungen haben von allen jemals [erschienenen Versionen].“ Hier wurde auch eine bisher unveröffentlichte Aufnahme mit ersten Experimenten hinzugefügt.

## Titelliste
Seite 1
1. Sinfonia aus Kantate 29 – 3:20
2. Air aus der 3. Orchestersuite – 2:27
3. Zweistimmige Invention F-Dur – 0:40
4. Zweistimmige Invention B-Dur – 1:30
5. Zweistimmige Invention d-Moll – 0:55
6. Choralvorspiel Jesus bleibet meine Freude aus Kantate 147 – 2:56
7. Präludium und Fuge Es-Dur aus dem Wohltemperierten Clavier I – 7:07

Seite 2
1. Präludium und Fuge c-Moll BWV 847 aus dem Wohltemperierten Clavier I – 2:43
2. Choralvorspiel „Wachet auf“ (BWV 645) aus den Schübler-Chorälen – 3:37
3. 3. Brandenburgisches Konzert, erster Satz – 6:35
4. 3. Brandenburgisches Konzert, zweiter Satz (Improvisation) – 2:50
5. 3. Brandenburgisches Konzert, dritter Satz – 5:05

## Beteiligte
- Wendy Carlos – Synthesizer, Programmierung
- Benjamin Folkman – zusätzliche Keyboards
- Rachel Elkind – Produktion

## Charts
| Chart (1968–69)                     | Position |
| ----------------------------------- | -------- |
| Deutsche Alben (Offizielle Top 100) | 22       |
| US Billboard 200                    | 10       |